# Vigentino
Il Vigentino (in milanese Vigentin) è un quartiere di Milano, posto nella periferia meridionale della città, appartenente al Municipio  5 e al NIL n. 38 "Vigentino - Q.re Fatima". 

## Storia
Il Vigentino è una località rurale di antica origine.
Deriva il suo nome dal latino "viginti", cioè "venti", proprio perché situato a venti miglia da Pavia.
Ad ovest dell'odierna ex statale 412 della Val Tidone, ai tempi strada ducale per Siziano, in via Campazzino, fu fondato nel 1401 un convento dedicato a San Gerolamo. L'edificio religioso assunse nel tempo anche un potere temporale, tanto che a metà del Cinquecento si era formato intorno ad esso e sotto il suo potere un comune, chiamato del Castellazzo, che sopravvisse per più di duecento anni, fino a quando fu riunito sotto il Vigentino dall'imperatrice Maria Teresa. Il convento fu poi soppresso dai rivoluzionari giacobini dopo l'arrivo di Napoleone. Del convento non resta traccia, se non nella chiesa di Santa Maria Assunta, che era una pertinenza del complesso monastico, ma esterna ad esso. Tuttavia, già dal 1396, Gian Galeazzo Visconti aveva donato molti fondi agricoli del territorio alla Certosa di Pavia.
Nell'ambito della suddivisione del territorio milanese in pievi apparteneva alla Pieve di San Donato, e confinava con Vajano ad est, Macconago e Quintosole a sud, e coi Corpi Santi ad ovest e a nord. Al censimento del 1751 la località risultò avere 450 anime.
In età napoleonica, dal 1808 al 1816, il Vigentino fu aggregato per la prima volta a Milano, recuperando l'autonomia con la costituzione del Regno Lombardo-Veneto. A quel tempo gli abitanti erano 540, mentre nel 1853 risultarono 596, e poi 734 nel 1859. Nel 1861 il paese contava invece 797 residenti.
Nel 1869 il comune di Vigentino venne aggregato insieme a Vaiano Valle a quello di Quintosole per un insieme di duemila persone, ma il maggior peso demografico, e quindi elettorale, del Vigentino fece sì che il 24 luglio 1893 il consiglio comunale deliberò lo spostamento del municipio, tanto che un mese dopo il governo italiano decretò la mutazione della denominazione comunale.
Agli inizi del XX secolo il Vigentino cominciò ad essere interessato dallo sviluppo demografico ed edilizio, favorito dalla vicinanza a Milano e dalla posizione lungo una strada di grande comunicazione. Fu costruito in quel decennio il primo complesso residenziale pubblico, lo IACP Ripamonti.
Se nel censimento del 1901 il Comune di Vigentino contava 3 244 abitanti, in quello del 1911 la popolazione era di 6 637 unità, e in quello del 1921 superava gli 8000, per cui nel 1923 venne aggregato alla città di Milano assieme ad altre dieci località.

## Il quartiere
Il nucleo storico di Vigentino si sviluppa lungo via Ripamonti, a sud del cavalcavia ferroviario e dell'incrocio con via Quaranta e via Solaroli, mentre un altro nucleo, più recente, si snoda parallelamente a via Ripamonti, da via Broni a via Chopin, chiamato Quartiere Fatima, poiché le abitazioni circondano il parco presso cui è sita la chiesa parrocchiale.
I principali mezzi pubblici che servono il quartiere sono il tram 24 (collegamento base per i vigentinesi, che possono raggiungere il centro con estrema facilità) e gli autobus 34 (essenziale per raggiungere l'M3 a Brenta, essa infatti collega il più isolato quartiere Fatima con la zona di Corvetto), 95 (utile per raggiungere l'M2 e la stazione di Rogoredo), 99 (verso Noverasco) e 222 (direzione Pieve Emanuele). Dal centro è possibile raggiungere il quartiere da Porta Vigentina seguendo via Ripamonti, mentre dalla periferia si può utilizzare l'uscita della tangenziale Milano Vigentino - SS 412 della Val Tidone - Opera.

## Edifici notevoli e luoghi di memoria

### Edifici civili
- Al confine settentrionale del quartiere, in largo Isarco, è stata aperta il 9 maggio del 2015 la sede principale della Fondazione Prada.
- Mulino Vettabbia

### Luoghi di culto
- cattolici:
  - Chiesa parrocchiale Madonna di Fatima
  - Chiesa di Santa Maria Assunta, la più antica
  - Chiesa parrocchiale di Santa Maria Liberatrice

### Parchi
- Parco Giovannino Guareschi
- Parco Alberto Manzi